# Cryptococcus integricornis
Cryptococcus integricornis är en insektsart som beskrevs av Danzig 1971. Cryptococcus integricornis ingår i släktet Cryptococcus och familjen filtsköldlöss. Inga underarter finns listade i Catalogue of Life.